# Corrib

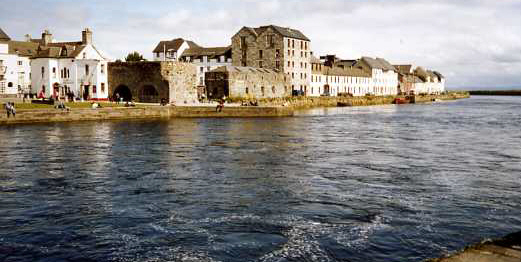
Mündung des Corrib in Galway

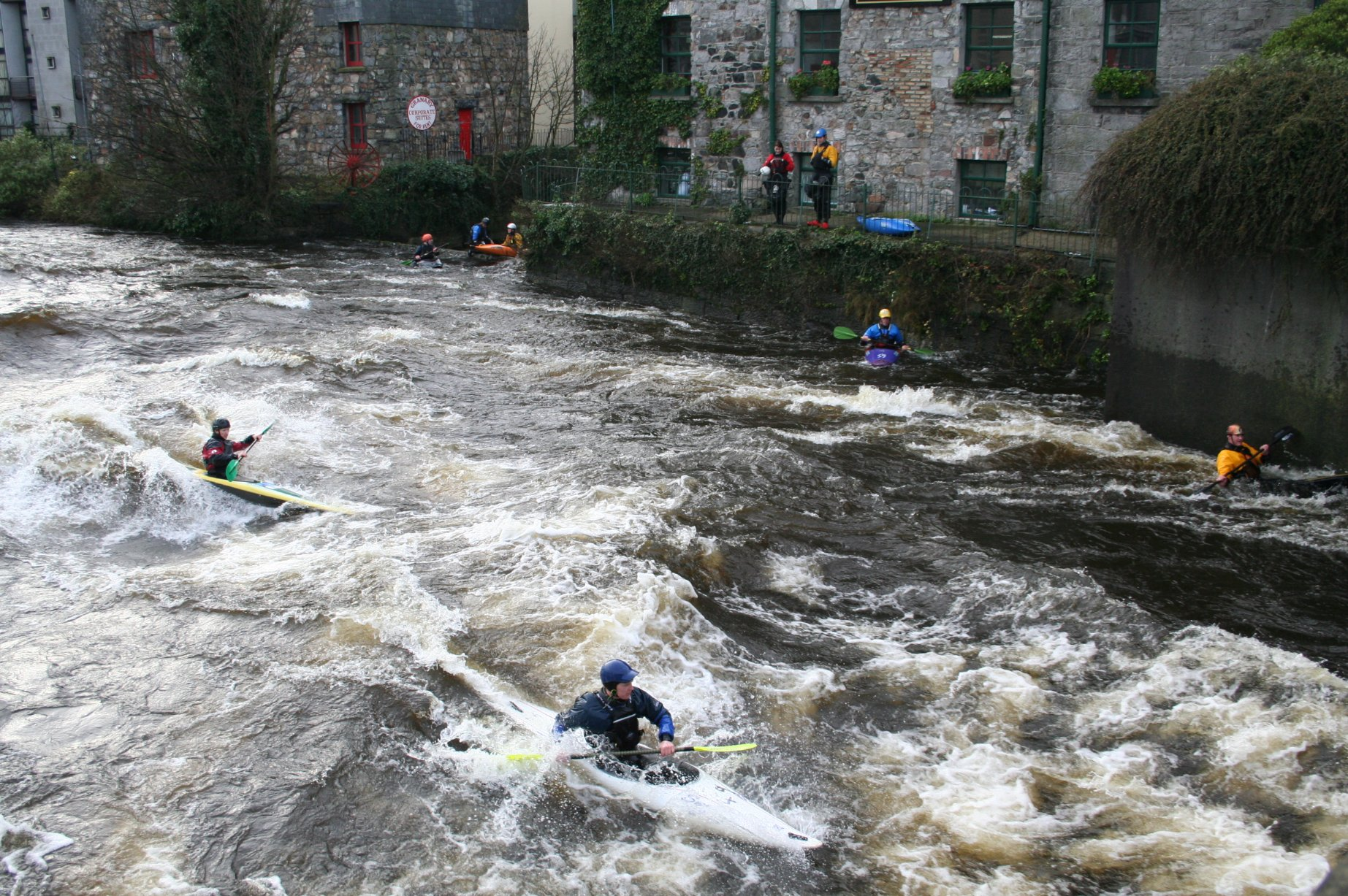
Die Wellen im Unterlauf ziehen Kajakfahrer an

Der Fluss Corrib (irisch: Abhainn na Gaillimhe) im Westen Irlands fließt vom See Lough Corrib durch die Stadt Galway und mündet in die Galway Bay. An seiner Mündung ist er einem starken Tidenhub ausgesetzt. Die Länge des Flusses beträgt lediglich 15 Kilometer. Dies ändert jedoch nichts an seiner Stärke, insbesondere nach heftigen Regenfällen rund um den Lough Corrib.
Der Fluss ist sehr fischreich und zieht zahlreiche Angler an. Durch Fischwehre (EU-gefördert) wird der Fluss ökonomisch genutzt.

## Name
Der irische Name des Flusses und der Stadt Galway ist Gaillimh. Eine Legende besagt, dass die Tochter eines Fir-Bolg-Clanchefs Gaillimh hieß und dem Fluss den Namen gab. Eine andere Legende leitet den Namen aus dem irischen Wort Gall (Fremder) ab. Dies lässt sich erst auf die Anglonormannen zurückführen, welche 1232 n. Chr. jene Siedlung gründeten, die Galway werden sollte.
Der ursprüngliche Name der Siedlung war Dún Bun Gallimhe oder „das Dorf an der Mündung des Galway (Flusses)“; es lag im heutigen Stadtteil Claddagh, außerhalb der Stadtmauern. Der Fluss gab den Namen demnach dem Dorf, welches zur Stadt heranwuchs und ab 1570 den Namen an die Grafschaft weitergab. Im Englischen wird der Fluss indes nach dem gleichnamigen See Corrib genannt.